# Vladimir Lissine
Pour les articles homonymes, voir Lissine.
Vladimir Sergueïevitch Lissine (en russe : Владимир Сергеевич Лисин), né le 7 mai 1956 à Ivanovo, en Russie, est un homme d'affaires et milliardaire russe.
Depuis 1998, il est membre du conseil d'administration de NLMK (Combinat métallurgique de Novolipetsk), l'une des quatre plus importantes entreprises sidérurgiques de Russie. 
En 2023 il a été classé en troisième position sur la liste Forbes Russie avec une fortune de 22,1 milliards de dollars.

## Biographie
Il est diplômé d'un institut spécialisé dans l'acier, le Siberian Metallurgical Institute. Il possède également un doctorat de l'Université russe d'économie Plekhanov.
Il est membre du conseil d'administration de NLMK, mais il a aussi diversifié ses investissements dans d'autres branches. Il possède ainsi la holding Universal Cargo Logistics Holding[réf. souhaitée].
En 2001, Vladimir Lissine a créé le quotidien politique Gazeta. En avril 2010, la version papier du journal a cessé d’exister et Lissine a décidé de développer uniquement le site Internet du quotidien. La version en ligne du journal a été fermée en mai 2011.
Depuis, 2018, ce passionné de tir sportif est président de la fédération internationale de tir sportif.
Selon Bloomberg, Vladimir Lissine fait partie des personnes qui, en 2023, ont créé une entreprise spécialisée dans le centre financier international d’Abu Dhabi (ADGM).

## Patrimoine

### Fortune
En 2006, il est classé 3e personne la plus riche de Russie.
En 2008, il accède à la 24e place des hommes les plus riches du monde, avec une fortune avoisinant les 20 milliards de dollars.
En 2011, il est le 14e homme le plus riche du monde avec une fortune estimée à 24 milliards de dollars.
En 2019, il est classé 45e homme le plus riche du monde avec une fortune estimée à 21,3 milliards de dollars, selon Forbes[réf. souhaitée].
En 2021, le magazine Forbes le classe 3e personne la plus riche de Russie avec une fortune estimée à 26,2 milliards de dollars.
En 2022, Vladimir Lissine figurait sur la première marche du podium de Forbes Russie.

### Propriétés
Vladimir Lissine possède notamment un château en Écosse et deux villas style Belle-Époque à Saint-Jean-Cap-Ferrat, dans le sud de la France.

## Vie privée
Lissine est marié. Avec sa femme Lyudmila, ils ont trois enfants: Dmitri, Viatcheslav et Alexandre.
La femme de l'homme d'affaires aime les peintures d'artistes russes et s'occupe de leur systématisation. Lyudmila dirige également la galerie d'art Seasons, qui accueille périodiquement des expositions privées de tableaux de collectionneurs privés. Elle s'est également intéressée à la collection après que son mari lui ait offert un tableau de Kouzma Petrov-Vodkine.

## Sanctions
Vladimir Lissine a été placé dans la liste des sanctions de l'Australie à la suite de l'invasion de l'Ukraine par la Russie de 2022.

## Philanthropie
Pendant la pandémie de Covid-19, le fonds de charité "Mercy", financée par Vladimir Lissine, le groupe NLMK et des sociétés liées, a alloué plusieurs milliards de roubles pour soutenir les employés, ainsi que pour minimiser les risques de propagation de l'infection.

## Distinctions
- Ordre de l'Honneur
- Ordre d'Alexandre Nevski (18 mai 2017)[13]
- Lauréat du Prix du Conseil des ministres de l'Union soviétique dans le domaine de la science et de la technologie (1990)[14]
- Ordre du Mérite de la République d'Autriche (23 avril 2012)[15]